# Australische trap
De Australische trap (Ardeotis australis) is een grote vliegende vogel uit de familie van trappen die voorkomt in Australië en het zuiden van Nieuw-Guinea.

## Beschrijving
Het mannetje is groter (max. 150 cm) dan het vrouwtje (76 cm), de spanwijdte is 160 tot 210 cm. Het is een loopvogel van open landschappen. Het mannetje heeft een zwarte kruin en verder een lichte nek en ook een lichte buik en borst, met een donkere band. Op de rug is de vogel bruin. Bij het vrouwtje is er minder zwart op de kruin en ook de borstband is smaller. Verder is ze veel kleiner dan het mannetje.

## Verspreiding en leefgebied
In het begin van de vorige eeuw was de Australische trap nog wijd verspreid door heel Australië. Het is een vogel van steppen, half open gebieden met struikgewas (scrubland) maar ook extensief beheerd agrarisch landschap van Midden- en Noord-Australië en de Savanne en graslanden van de Trans Fly in het zuiden van Nieuw-Guinea.
De vogel heeft in de loop van de 20ste eeuw veel te lijden gehad door de introductie van roofdieren zoals vossen en de intensivering van landbouw en veeteelt in het leefgebied. De Australische trap is zeer gevoelig voor verstoring.

## Status
De Australische trap heeft na de achteruitgang in de vorige eeuw, nog steeds een betrekkelijk groot verspreidingsgebied en daardoor is de kans op uitsterven gering. De grootte van de populatie wordt geschat (in 2003) op 100.000 individuen. Dit aantal daalt maar het tempo ligt sinds 2008 onder de 30% in tien jaar (minder dan 3,5% per jaar). Om deze redenen is deze trap in 2012 als gevoelig van de Rode Lijst van de IUCN afgevoerd en staat er nu als niet bedreigd op. Echter, in de deelstaat Victoria staat deze trap als ernstig bedreigd op een lijst uit 2007 van het ministerie voor de leefomgeving.

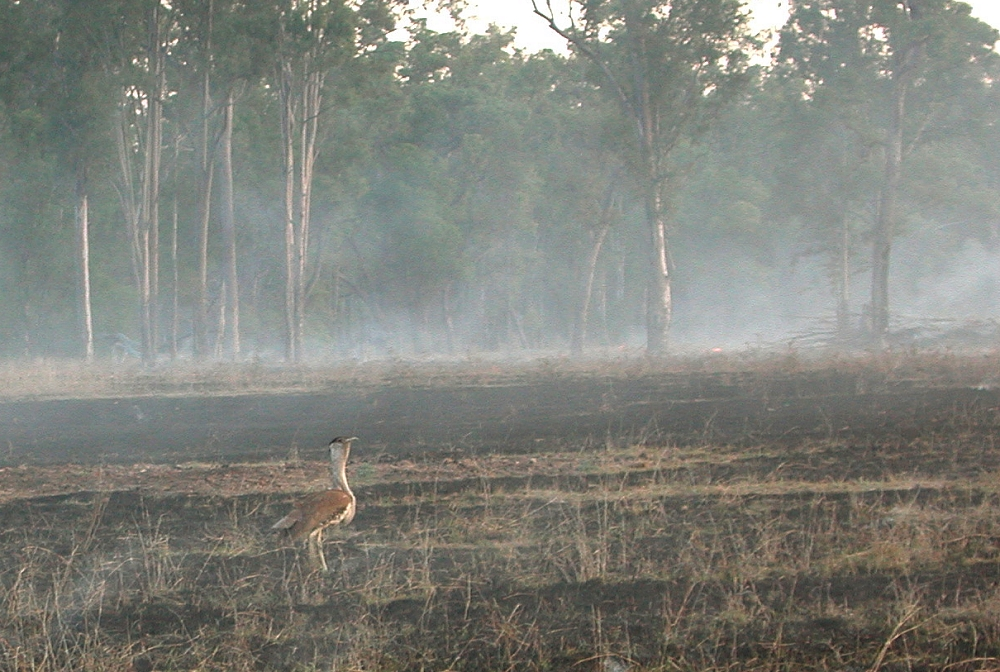
Australische trap met op de achtergrond een bosbrand.